# Emanuel Siprutini
Emanuel Siprutini (* um 1730 in den Niederlanden; † um 1790 in London) war Cellist und Komponist der Klassik.
Emanuel Siprutini war laut Carl Ferdinand Pohl (1819–1887) ein Sohn jüdischer Eltern. Nach Reisen durch Italien und Spanien ließ er sich in London nieder, wo er am 27. Februar 1756 erstmals auftrat. Laut Otto Jahn, der den Namen fälschlich mit Sipruntini angab, soll sich Leopold Mozart bei seinem Londonaufenthalt von 1764 viel Mühe gegeben haben, Siprutini zum Katholizismus zu bekehren. In den 1770er Jahren sind mehrere seiner Auftritte dokumentiert. Zu seinen Schülern zählte John Crosdill (1751–1825).

## Werke (Auswahl)
- „6 Solos for a violoncello or a violin and thoroughbass“ Op. 1 (London)
- „6 Duetts for a violin and a violoncello“ Op. 2 (London, um 1755)
- „Six Solos for Violoncello, with a thoroughbass for the harpsichord“ Op. 3 (London, Worman)
- „Six Solos for Violoncello, with a thoroughbass“, erschienen als Op. 5 und Op. 7 (London)
- „Six Solos for Violoncello, with a thoroughbass for the harps“ Op. 6 (London)

## Diskografie
- Cellosonaten Op. 7, Nr. 1–6, Balázs Máté (Cello), Lucia Krommer (Cello), György Janzso (Kontrabass), Istvan Gyori (Gitarre), Miklós Spanyi (Cembalo, Orgel) (Label: Hungaroton, 2003)